# Pierre A. Michaud
Pour les articles homonymes, voir Pierre Michaud et Michaud.
Pierre A. Michaud, né le 17 avril 1936 à Port-Alfred et mort le 17 mars 2023, est un avocat  et juriste québécois. De 1994 à 2002, il est juge en chef du Québec.

## Biographie
Né à Port-Alfred le 17 avril 1936, Pierre Michaud étudie en droit à l'Université de Montréal et y diplôme en 1960. Il intègre le barreau du Québec en 1961. Il devient conseiller de la reine en 1976.
De 1961 à 1983, il travaille comme avocat au sein du cabinet Desjardins Ducharme à Montréal. En 1983, il est nommé juge à la Cour supérieure du Québec. En 1992, il devient juge en chef adjoint de cette cour avant d'être nommé, en 1994, juge en chef du Québec. Du 5 novembre 1996 au 30 janvier 1997, il exerce de façon intérimaire les fonctions de lieutenant-gouverneur du Québec. De 1996 à 2002, il est vice-président du Conseil canadien de la magistrature. En 2002, il rejoint en tant que conseiller le cabinet Ogilvy Renault.
Il meurt le 17 mars 2023 à l'âge de 86 ans.

## Distinctions
- 2008 : Médaille du Barreau du Québec
- 2003 : officier de l'Ordre du Canada